# Tecnologias da informação e comunicação
Tecnologias da informação e comunicação (TIC) é um termo extensivo das áreas da Informática e da Ciência da Computação para a Tecnologia da Informação (TI) que enfatiza o papel das comunicações unificadas (UC) e a integração das telecomunicações (linhas telefónicas e sinais sem fios) e dos computadores, bem como o software necessário, middleware, armazenamento de dados, multimédia e audiovisual, que permitem aos utilizadores (usuários) aceder, armazenar, transmitir, compreender e manipular informação (tecnologia digital comprimida).

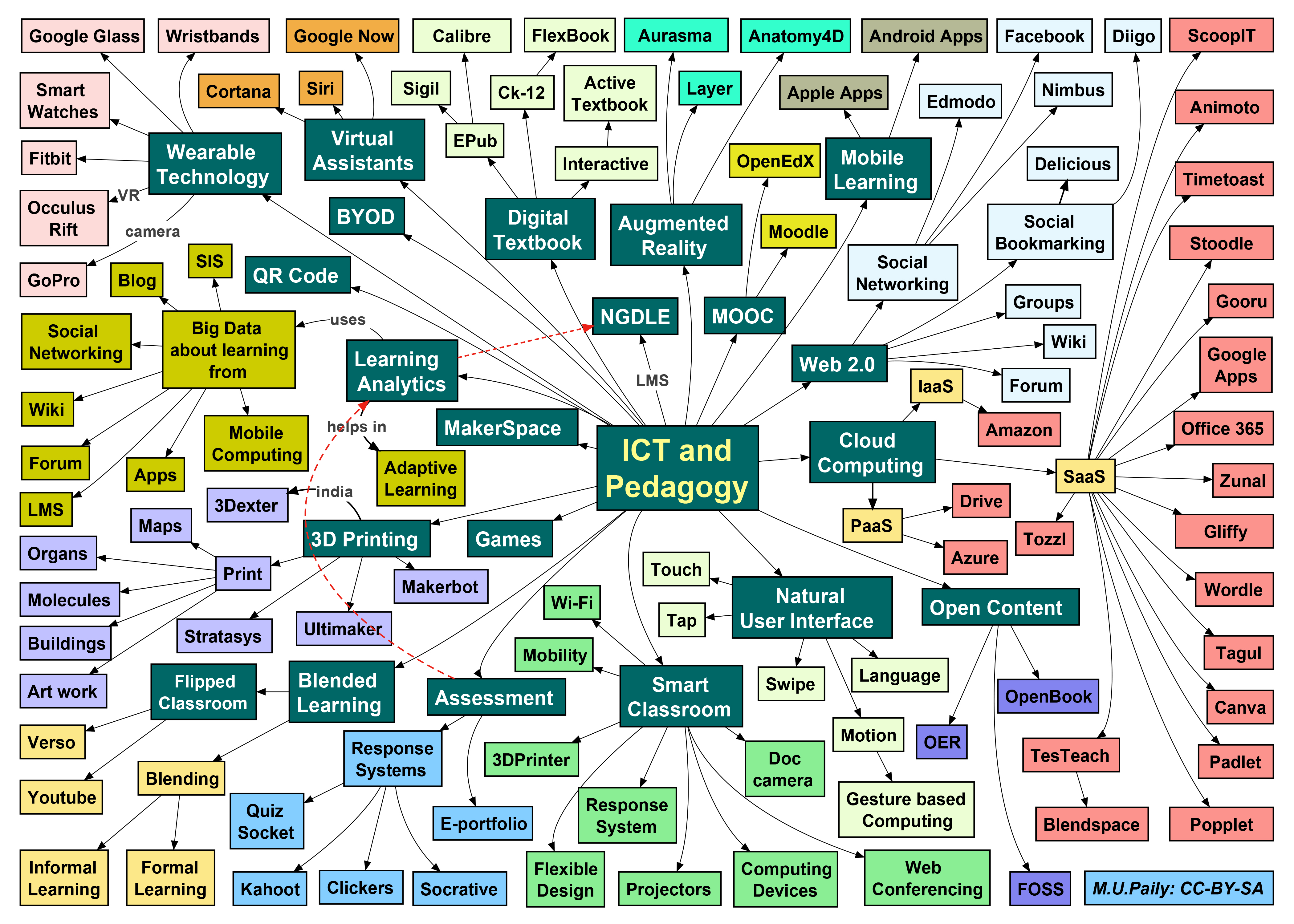
Um mapa mental das TIC

As TIC são também utilizadas para se referir à convergência (triple play) das Redes de Computadores com as redes audiovisuais e telefónicas através de uma Arquitetura de Computadores com uma única cablagem ou sistema de ligação (link system). Existem grandes incentivos económicos para fundir o sistema de redes informáticas com as redes telefónicas utilizando um único sistema unificado de cablagem, distribuição de sinal digital e sistema de informação de gestão (SIG). TIC é um termo abrangente da área da Informática que inclui qualquer dispositivo de comunicação, abrangendo rádio, televisão, telemóvel (celular), hardware de computador e de rede de computadores, sistemas de satélite de dados e assim por diante, bem como os vários serviços e aparelhos que os acompanham, como, por exemplo, a videoconferência e a educação à distância (EaD). As TIC incluem também a tecnologia analógica, como a comunicação em formato de papel, e os restantes modos de transmissão de comunicação.
As TIC são um tema vasto e os seus conceitos estão em permanente evolução. Abrange todos os produtos capazes de armazenar, recuperar, manipular, processar, transmitir ou receber informações eletronicamente em formato digital (por exemplo, computadores pessoais, incluindo smartphones, televisão digital, e-mail ou robôs). O Quadro de Competências para a Era da Informação (Skills Framework for the Information Age) é um dos muitos modelos para descrever e gerir as competências para os profissionais das TIC no século XXI.
As TIC enquanto área da Informática e da Ciência da Computação, abrangem os estudos da computação, informação e automação. Abrangem disciplinas teóricas, como Algoritmos e Estruturas de Dados, Teoria da Computação e Teoria da Informação, até disciplinas aplicadas, incluindo a implementação de hardware e software.

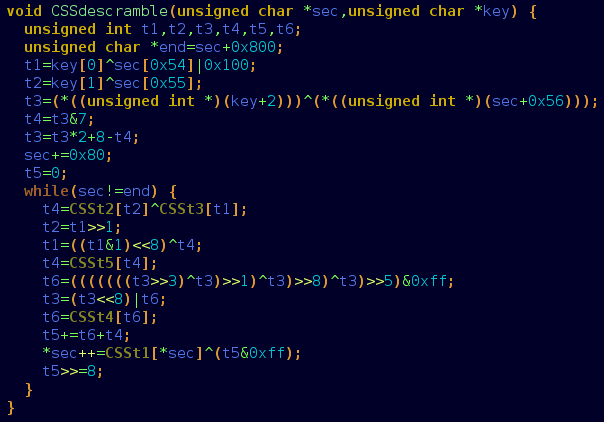
Algoritmo implementado na linguagem de programação C, utilizado nas TIC para descrever processos computacionais.

Os Algoritmos e as Estruturas de Dados são fundamentais para as TIC. A Teoria da Computação diz respeito a modelos abstratos de computação e a classes gerais de problemas que podem ser resolvidos utilizando-os. As áreas da Criptografia e Segurança Informática envolvem o estudo dos meios de comunicação segura e a prevenção de vulnerabilidades de segurança. A Computação Gráfica e a Geometria Computacional abordam a geração de imagens. A teoria da Linguagem de Programação considera diferentes formas de descrever os processos computacionais, e a teoria das Bases (Bancos) de Dados diz respeito à gestão dos repositórios de dados. A Interação Homem-Máquina investiga as interfaces através das quais os humanos e os computadores interagem, e a Engenharia de Software concentra-se no design e nos princípios por detrás do Desenvolvimento de Software. Áreas como os Sistemas Operativos, as Redes de Computadores e os Sistemas Embebidos investigam os princípios e o design por detrás de Sistemas Complexos. A Arquitetura de Computadores descreve a construção de componentes de computador e de equipamentos operados por computador. A Inteligência Artificial e a Aprendizagem Automática visam sintetizar processos orientados para objetivos, como a resolução de problemas, a tomada de decisões, a adaptação ambiental, o planeamento e a aprendizagem encontrados em humanos e animais. Dentro da Inteligência Artificial, a Visão Computacional visa compreender e processar dados de imagem e vídeo, enquanto o Processamento de Linguagem Natural visa compreender e processar dados textuais e linguísticos.

## Etimologia informática

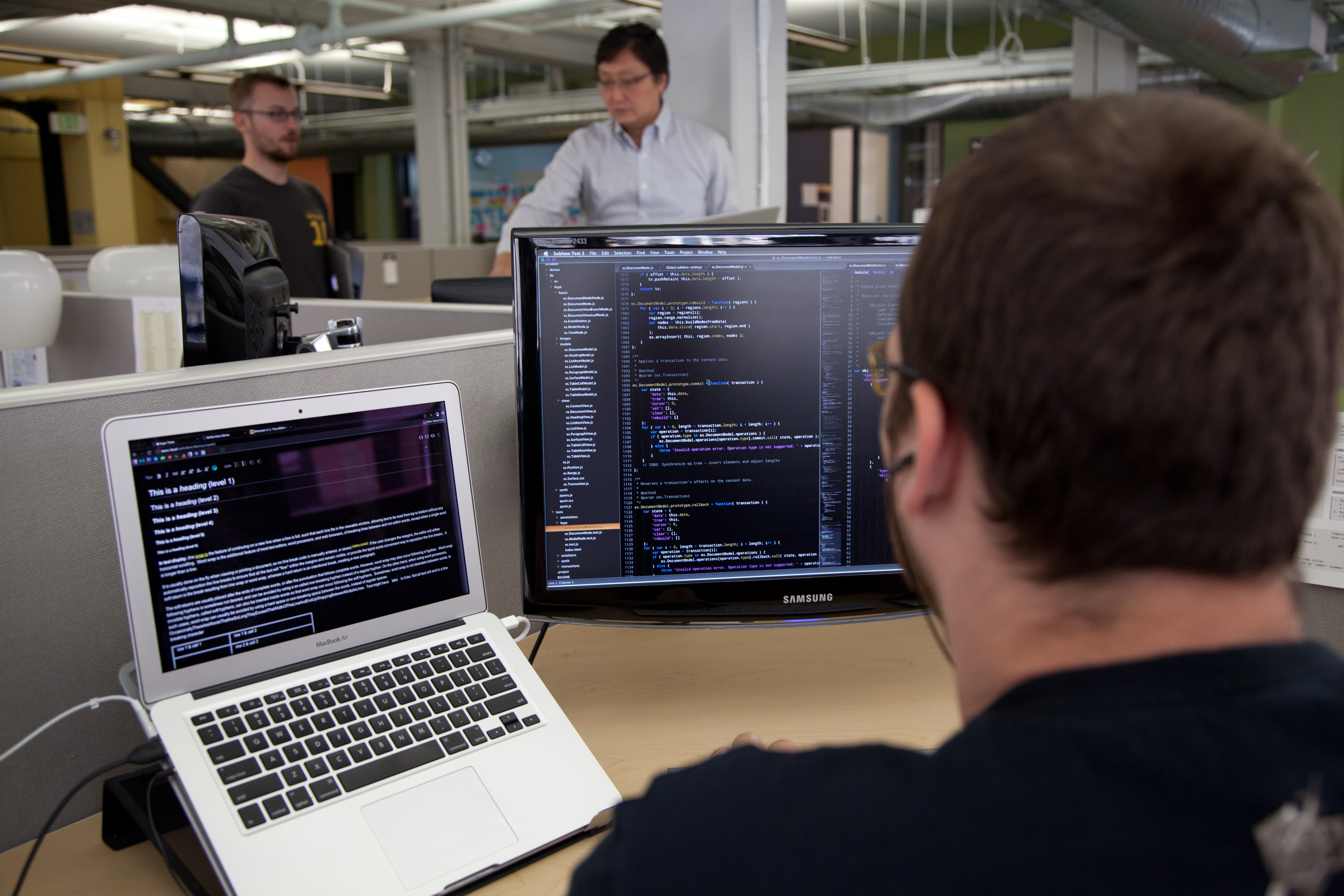
Programador implementa algoritmos, especificações passo a passo dos procedimentos, escrevendo código numa linguagem de programação.

A expressão "tecnologias de informação e comunicação" tem sido utilizada por investigadores académicos da área da Informática desde a década de 1980. A abreviatura "TIC" tornou-se popular depois de ter sido utilizada num relatório apresentado ao governo do Reino Unido por Dennis Stevenson em 1997, e posteriormente ter sido integrada no Currículo Nacional (National Curriculum) do Ensino revisto para a Inglaterra, o País de Gales e a Irlanda do Norte em 2000. No entanto, em 2012, a Royal Society ordenou a proibição do uso do termo "TIC" em todas as Escolas "pois atraia muitas conotações negativas". A partir de 2014, o Currículo Nacional do Ensino passou a utilizar as palavras Informática ou Computação em vez de "TIC", que reflete com a adição obrigatória da Programação de Computadores que foi feita aos currículos do ensino básico e do ensino secundário (ensino médio), em cumprimento das diretrizes da Organização das Nações Unidas (ONU) para a educação informática.
Variações da expressão espalharam-se pelo mundo. As Nações Unidas criaram uma Força-Tarefa das Tecnologias de Informação e Comunicação das Nações Unidas (United Nations Information and Communication Technologies Task Force, UN ICT TF) e um Gabinete da Tecnologia de Informação e Comunicação (Office of Information and Communications Technology, OICT) interno.

## Monetização
O dinheiro gasto em TI em todo o mundo foi estimado em 3,8 biliões (trilhões) de dólares em 2017 e tem crescido cerca de 5% ao ano desde 2009. A estimativa de crescimento de todas as TIC em 2018 era de 5%. O maior crescimento de 16% é esperado na área das novas tecnologias da Informática, ou seja, na Internet das Coisas (IoT), Robótica, Realidade Aumentada / Realidade Virtual (RA / RV) e Inteligência Artificial (IA).
O orçamento de TI do governo federal dos EUA para 2014 foi de quase 82 mil milhões (bilhões) de dólares. Os custos de TI, em percentagem das receitas empresariais, cresceram 50% desde 2002, sobrecarregando os orçamentos de TI. Ao analisar os orçamentos de TI das empresas atuais, 75% são custos recorrentes, utilizados para "manter as luzes acesas" no departamento de TI, e 25% são custos de novas iniciativas para o desenvolvimento de tecnologia.
O orçamento médio de TI tem a seguinte repartição:
- 34% custos com pessoal (internos), 31% após correção
- 16% de custos de software (categoria externa/de compras), 29% após correção
- 33% de custos de hardware (categoria externa/compra), 26% após correção
- 17% custos de prestadores de serviços externos (externos/serviços), 14% após correção

A estimativa de dinheiro a gastar em 2022 é de pouco mais de 6 biliões (trilhões) de dólares.

## Capacidade tecnológica na Informática
A capacidade tecnológica mundial para armazenar a informação cresceu de 2,6 exabytes (comprimidos de forma óptima) em 1986 para 15,8 em 1993, mais de 54,5 em 2000, e para 295 exabytes (comprimidos de forma óptima) em 2007, e cerca de 5 zettabytes em 2014. Isto é o equivalente informativo a 1,25 pilhas de CD-ROM da Terra à Lua em 2007, e o equivalente a 4.500 pilhas de livros impressos da Terra ao Sol em 2014. A capacidade tecnológica mundial para receber informações através de redes de telecomunicações de via unidirecional era de 432 exabytes de informação (comprimida de forma ideal) em 1986, 715 exabytes (comprimida de forma ideal) em 1993, 1,2 zetabytes (comprimida de forma ideal) em 2000 e 1,9 zetabytes em 2007. A capacidade efetiva mundial de troca de informação através de redes de telecomunicações bidirecionais era de 281 petabytes de informação (comprimida de forma ideal) em 1986, 471 petabytes em 1993, 2,2 exabytes (comprimida de forma ideal) em 2000, 65 exabytes (comprimidas de forma ideal) em 2007, e cerca de 100 exabytes em 2014. A capacidade tecnológica mundial para computar informação com computadores de uso geral guiados por humanos cresceu de 3,0 × 10^8 MIPS em 1986 para 6,4 x 10^12 MIPS em 2007.

## Setor da Informática na OCDE
Segue-se uma lista dos países da OCDE por percentagem do sector informático das TIC no valor acrescentado total (total value added) em 2013.
| Posição | País           | Setor das TIC em % | Tamanho relativo |
| ------- | -------------- | ------------------ | ---------------- |
| 1       | Coreia do Sul  | 10.7               | 10.7             |
| 2       | Japão          | 7.02               | 7.02             |
| 3       | Irlanda        | 6.99               | 6.99             |
| 4       | Suécia         | 6.82               | 6.82             |
| 5       | Hungria        | 6.09               | 6.09             |
| 6       | Estados Unidos | 5.89               | 5.89             |
| 7       | Índia          | 5.87               | 5.87             |
| 8       | Chéquia        | 5.74               | 5.74             |
| 9       | Finlândia      | 5.60               | 5.6              |
| 10      | Reino Unido    | 5.53               | 5.53             |
| 11      | Estónia        | 5.33               | 5.33             |
| 12      | Eslováquia     | 4.87               | 4.87             |
| 13      | Alemanha       | 4.84               | 4.84             |
| 14      | Luxemburgo     | 4.54               | 4.54             |
| 15      | Suíça          | 4.63               | 4.63             |
| 16      | França         | 4.33               | 4.33             |
| 17      | Eslovénia      | 4.26               | 4.26             |
| 18      | Dinamarca      | 4.06               | 4.06             |
| 19      | Espanha        | 4.00               | 4                |
| 20      | Canadá         | 3.86               | 3.86             |
| 21      | Itália         | 3.72               | 3.72             |
| 22      | Bélgica        | 3.72               | 3.72             |
| 23      | Áustria        | 3.56               | 3.56             |
| 24      | Portugal       | 3.43               | 3.43             |
| 25      | Polónia        | 3.33               | 3.33             |
| 26      | Noruega        | 3.32               | 3.32             |
| 27      | Grécia         | 3.31               | 3.31             |
| 28      | Islândia       | 2.87               | 2.87             |
| 29      | México         | 2.77               | 2.77             |
| 30      | Bangladesh     | 2.61               | 2.61             |

## Índice de Desenvolvimento das TIC
O Índice de Desenvolvimento das TIC (ICT Development Index, IDI) classifica e compara o nível de utilização e acesso às TIC nos vários países do mundo. Em 2014, a UIT (União Internacional de Telecomunicações) divulgou as últimas classificações do IDI, tendo a Dinamarca alcançado o primeiro lugar, seguida pela Coreia do Sul. Os primeiros 30 países do ranking incluem a maioria dos países de rendimento elevado onde a qualidade de vida é superior à média, o que inclui países da Europa e de outras regiões como "Austrália, Bahrein, Canadá, Japão, Macau (R.P. da China), Nova Zelândia, Singapura e os Estados Unidos que melhoraram a sua classificação no IDI deste ano".

## O processo WSIS e os objetivos de desenvolvimento
Em 21 de dezembro de 2001, a Assembleia Geral das Nações Unidas aprovou a Resolução 56/183, endossando a realização da Cimeira Mundial sobre a Sociedade da Informação (World Summit on the Information Society, WSIS) para discutir as oportunidades e os desafios que a sociedade da informação enfrenta hoje. De acordo com esta resolução, a Assembleia Geral relacionou a Cimeira com o objetivo da Declaração do Milénio das Nações Unidas de implementar as TIC para alcançar os Objetivos de Desenvolvimento do Milénio (ODM). Enfatizou também uma abordagem multilateral para atingir estes objetivos, recorrendo a todas as partes interessadas, incluindo a sociedade civil e o sector privado, para além dos governos.
Para ajudar a ancorar e expandir as TIC a todas as partes habitáveis do mundo, "2015 é o prazo final para a realização dos Objetivos de Desenvolvimento do Milénio (ODM) da ONU, que os líderes globais acordaram no ano 2000".

## Na educação da informática e ciência da computação

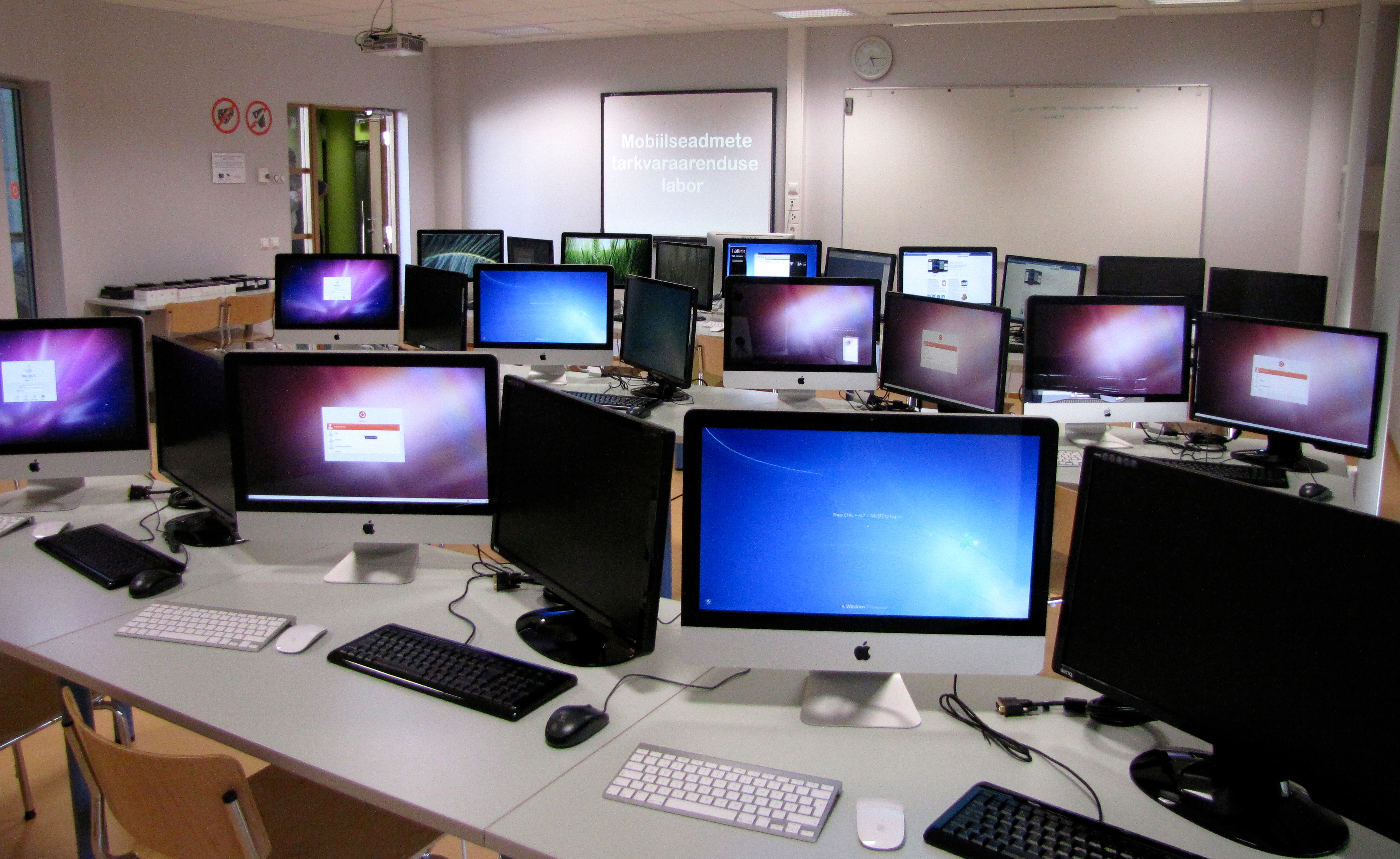
A sociedade atual mostra um estilo de vida cada vez maior centrado na Informática e Computação, que inclui o rápido influxo de computadores nos Laboratórios de Informática das escolas e universidades modernas.

Há evidências científicas de que, para serem eficazes na educação da informática e ciência da computação, as TIC devem estar totalmente integradas na pedagogia da informática. Especificamente, ao ensinar literacia informática e literacia computacional, existem diversas evidências científicas que comprovam que a utilização das TIC em combinação com a metodologia designada por Escrever para Aprender (Writing to Learn) consegue produzir melhores resultados académicos do que os métodos tradicionais isoladamente ou apenas as TIC. De fato, Escrever para Aprender (Write to Learn) é uma abordagem pedagógica que utiliza a escrita como ferramenta para facilitar a compreensão e a assimilação dos conceitos complexos. Quando aplicada à Educação Informática e Computacional, esta metodologia envolve a prática de escrever sobre temas relacionados com a área, como Programação de Computadores, Algoritmos, Estruturas de Dados, Redes de Computadores, Aprendizagem Automática, Inteligência Artificial, entre outros, com o objetivo de reforçar o conhecimento e promover uma aprendizagem mais profunda. Na prática, Escrever para Aprender (Write to Learn) consiste em utilizar a escrita como ferramenta para consolidar o conhecimento, seja através da documentação de código, explicação de conceitos, resolução de problemas ou partilha de reflexões, sendo que ajuda a organizar o pensamento, identificar lacunas no entendimento e reforçar a aprendizagem de forma ativa. Os seus benefícios incluem ainda a consolidação do conhecimento técnico, a melhoria da comunicação de ideias complexas e o desenvolvimento de uma compreensão mais profunda e crítica dos temas abordados, tornando-se uma estratégia eficaz para estudantes e profissionais da área. A Organização das Nações Unidas para a Educação, a Ciência e a Cultura (UNESCO), uma divisão das Nações Unidas, faz da integração das TIC na Educação Informática e Computacional parte importante dos seus esforços para garantir a equidade e o acesso à educação informática. O texto que se segue, retirado diretamente de uma publicação da UNESCO sobre as TIC educativas, explica a posição da organização sobre esta iniciativa.
As Tecnologias de Informação e Comunicação contribuem para o acesso universal à educação, para a equidade na educação, para a oferta de aprendizagens e ensino de qualidade, para o desenvolvimento profissional dos professores e para uma gestão, governação e administração mais eficientes da educação. A UNESCO adota uma abordagem holística e abrangente para promover as TIC na educação. O acesso, a inclusão e a qualidade estão entre os principais desafios que podem enfrentar. A Plataforma Intersetorial da Organização para as TIC na educação centra-se nestas questões através do trabalho conjunto de três dos seus setores: Comunicação e Informação, Educação e Ciência.

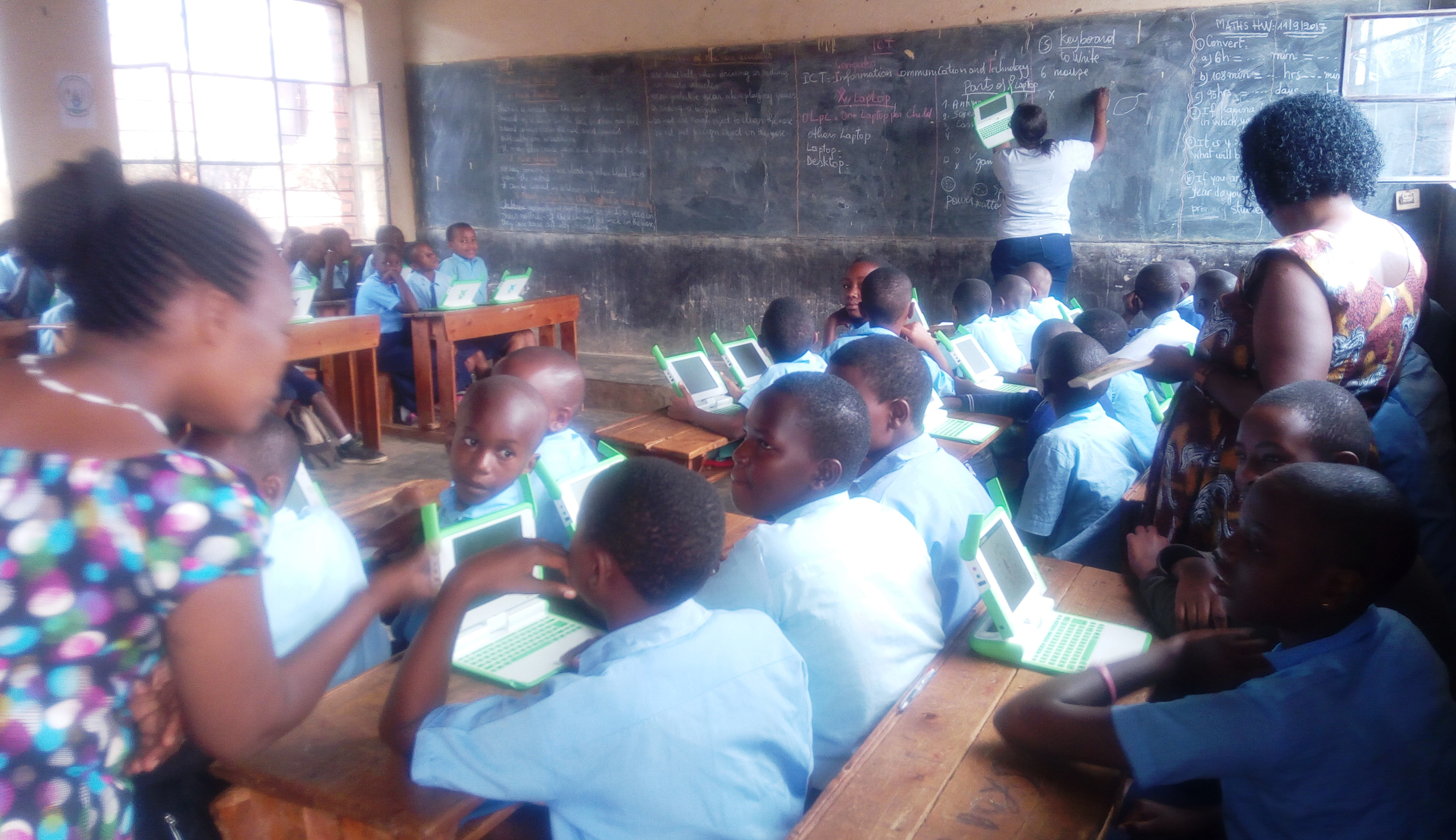
Portáteis OLPC numa escola do Ruanda.

Apesar do poder dos computadores para melhorar e reformar as práticas de ensino da informática e aprendizagem informática, a implementação inadequada é um problema generalizado, fora do alcance do aumento do financiamento e dos avanços tecnológicos, com poucas evidências de que os professores e os tutores estejam a ser integrar adequadamente as TIC na aprendizagem quotidiana. Barreiras intrínsecas, como a crença em práticas de ensino mais tradicionais e atitudes individuais em relação aos computadores na educação, bem como o próprio conforto dos professores com os computadores e a sua capacidade de os utilizar, resultam numa eficácia variável na integração das TIC na sala de aula.

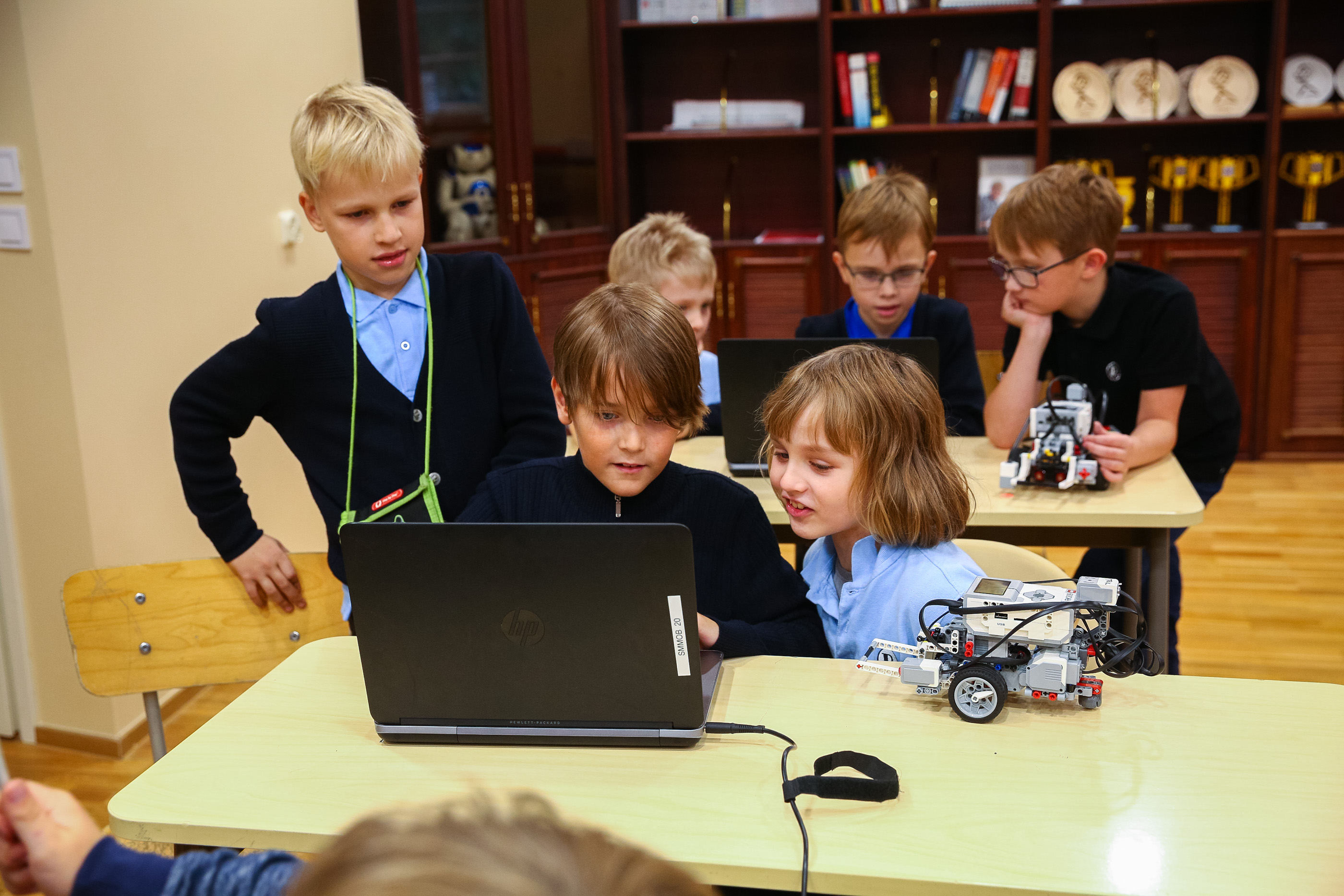
Estudantes do ensino básico (ensino fundamental) num Laboratório de Informática aprendem a programação de computadores através da robótica numa aula escrevendo o código num computador para programar os robôs móveis.

As TIC são vistas como um meio facilitador do ensino e da aprendizagem, promovendo a inclusão digital através da introdução de computadores nas escolas e capacitando professores e alunos para utilizar a tecnologia de forma eficiente. No entanto, é essencial sublinhar que a informática, enquanto disciplina, é uma ciência complexa, cujo ensino exige uma formação adequada, onde apenas os graduados em Informática possuem o conhecimento necessário para transmitir os fundamentos desta área de forma eficaz. A formação superior em Informática dota os professores das competências técnicas e teóricas indispensáveis para ensinar os princípios da programação, sistemas de informação, e outras áreas avançadas desta ciência.
A adoção das TIC não se limita às escolas, mas também se estende às empresas e ao quotidiano, através de dispositivos digitais que permitem o tratamento de informações em múltiplos formatos (imagem, som, vídeo, simulações). Esta evolução cria novas oportunidades de aprendizagem e gestão do conhecimento, com impactos significativos na educação e no trabalho colaborativo. A importância da comunicação digital, especialmente no ambiente corporativo, está também em evidência, onde a superação de barreiras culturais, sociais e tecnológicas depende cada vez mais da utilização de redes de computadores e sistemas de informação avançados.
Dado o carácter crucial da informática na sociedade contemporânea, é imperativo que quem ensina a disciplina tenha uma formação sólida na área, pelo que apenas os graduados em Informática possuem a profundidade de conhecimento necessária para abordar de forma eficaz os desafios do ensino desta ciência complexa, garantindo assim uma educação de qualidade que prepare os alunos para um mundo cada vez mais digital e interligado.

### Aprendizagem móvel para refugiados
Os ambientes escolares desempenham um papel importante na facilitação da aprendizagem de línguas. No entanto, as barreiras linguísticas e de literacia são obstáculos que impedem os refugiados de aceder e frequentar a escola, especialmente fora dos campos. As aplicações de aprendizagem de línguas assistidas por dispositivos móveis são ferramentas essenciais para a aprendizagem de línguas. As soluções móveis podem fornecer apoio aos desafios linguísticos e de literacia dos refugiados em três áreas principais: desenvolvimento da literacia, aprendizagem de línguas estrangeiras e traduções. A tecnologia móvel é relevante porque a prática comunicativa é um trunfo fundamental para os refugiados e imigrantes à medida que mergulham numa nova língua e numa nova sociedade. As atividades móveis de aprendizagem de línguas bem concebidas ligam os refugiados às culturas dominantes, ajudando-os a aprender em contextos autênticos.

### Países em desenvolvimento

#### África

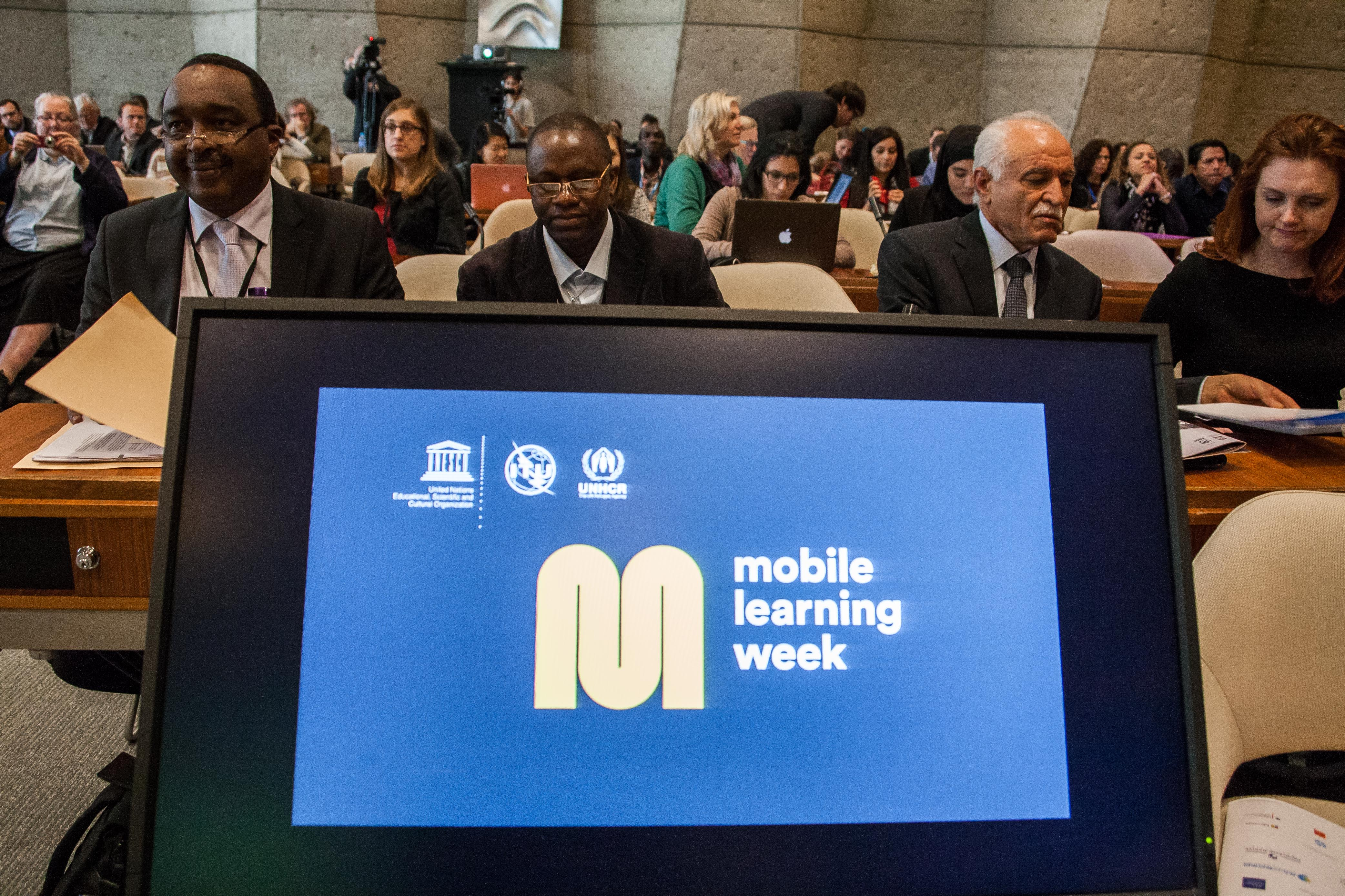
Os representantes reúnem-se para um fórum político sobre M-Learning na Semana de Aprendizagem Móvel da UNESCO, em março de 2017

As TIC têm sido utilizadas como uma melhoria educativa na África Subsariana desde a década de 1960. Começando pela televisão e pela rádio, alargou o alcance da educação da sala de aula para a sala de estar e para áreas geográficas que estavam fora do alcance da sala de aula tradicional. À medida que a tecnologia evoluiu e se tornou mais amplamente utilizada, os esforços na África Subsariana foram também alargados. Na década de 1990, foi realizado um enorme esforço para introduzir o hardware e o software de computador nas escolas, com o objetivo de familiarizar os alunos e os professores com os computadores na sala de aula. Desde então, vários projetos têm-se esforçado por continuar a expansão do alcance das TIC na região, incluindo o projeto One Laptop Per Child (OLPC), que até 2015 tinha distribuído mais de 2,4 milhões de computadores portáteis a quase dois milhões de alunos e professores.
A inclusão das TIC na sala de aula, muitas vezes referida como M-Learning, expandiu o alcance dos educadores e melhorou a sua capacidade de acompanhar o progresso dos alunos na África Subsariana. Em particular, o telemóvel (celular) tem sido o mais importante neste esforço. A utilização de telemóveis (celulares) está generalizada e as redes móveis cobrem uma área mais vasta do que as redes de Internet na região. Os dispositivos são familiares para alunos, professores e pais e permitem uma maior comunicação e acesso a materiais educativos. Para além dos benefícios para os alunos, o M-learning oferece também a oportunidade de uma melhor formação dos professores, o que leva a um currículo mais consistente em toda a área de serviço educativo. Em 2011, a UNESCO iniciou um simpósio anual denominado Mobile Learning Week com o objetivo de reunir as partes interessadas para discutir a iniciativa M-learning.
A implementação tem os seus desafios. Embora a utilização de telemóveis (celulares) e da Internet esteja a aumentar muito mais rapidamente na África Subsariana do que noutros países em desenvolvimento, o progresso é ainda lento em comparação com o resto do mundo desenvolvido, prevendo-se que a penetração dos smartphones atinja apenas 20% até 2017. Além disso, existem barreiras de género, sociais e geopolíticas ao acesso à educação, e a gravidade destas barreiras varia muito consoante o país. No geral, 29,6 milhões de crianças na África Subsariana não frequentavam a escola no ano de 2012, devido não só à divisão geográfica, mas também à instabilidade política, à importância das origens sociais, à estrutura social e à desigualdade de género. Uma vez na escola, os alunos enfrentam também barreiras à educação de qualidade, tais como a competência, a formação e a preparação dos professores, o acesso a materiais educativos e a falta de gestão da informação.

#### Crescimento da Informática na sociedade moderna e nos países em desenvolvimento
Na sociedade moderna, as TIC estão sempre presentes, com mais de três mil milhões de pessoas com acesso à Internet. Com aproximadamente 8 em cada 10 utilizadores da Internet a possuir um smartphone, a informação e os dados estão a aumentar a passos largos. Este rápido crescimento, especialmente nos países em desenvolvimento, levou as TIC a tornarem-se uma pedra angular da vida quotidiana, na qual a vida sem alguma faceta da tecnologia torna disfuncionais a maior parte das tarefas administrativas, de trabalho e de rotina.
Os dados oficiais mais recentes, divulgados em 2014, mostram "que a utilização da Internet continua a crescer de forma constante, em 6,6% a nível global em 2014 (3,3% nos países desenvolvidos, 8,7% no mundo em desenvolvimento); o número de utilizadores da Internet nos países em desenvolvimento aumentou duplicando em cinco anos (2009-2014), com dois terços de todas as pessoas em linha (online) a viver agora no mundo em desenvolvimento".

#### Limitações
No entanto, os obstáculos ainda são grandes. "Dos 4,3 mil milhões (bilhões) de pessoas que ainda não utilizam a Internet, 90% vivem em países em desenvolvimento. Nos 42 países menos conectados (LCC) do mundo, que albergam 2,5 mil milhões (bilhões) de pessoas, o acesso às TIC mantém-se em grande parte fora do alcance, especialmente para estas grandes populações rurais dos países". As TIC ainda não penetraram nas zonas remotas de alguns países, sendo que muitos países em desenvolvimento carecem de qualquer tipo de Internet. Isto inclui também a disponibilidade de linhas telefónicas, particularmente a disponibilidade de cobertura móvel (celular), e outras formas de transmissão electrónica de dados. O último "Relatório de Medição da Sociedade da Informação" afirmou cautelosamente que o aumento da cobertura de dados móveis (celulares) acima mencionado é ostensivo, uma vez que "muitos utilizadores têm múltiplas subscrições, com os números do crescimento global a traduzirem-se por vezes em pouca melhoria real no nível de conectividade daqueles que estão na base da pirâmide; estima-se que 450 milhões de pessoas em todo o mundo vivam em locais que ainda estão fora do alcance do serviço móvel".
Favoravelmente, a diferença entre o acesso à Internet e a cobertura móvel diminuiu substancialmente nos últimos quinze anos, em que "2015 foi o prazo para a realização dos Objetivos de Desenvolvimento do Milénio (ODM) da ONU, que os líderes globais acordaram no ano 2000 , e os novos dados mostram o progresso das TIC e destacam as lacunas restantes". As TIC continuam a assumir uma nova forma, com a nanotecnologia preparada para inaugurar uma nova vaga de dispositivos e electrónicos de TIC. As mais recentes edições das TIC no mundo eletrónico moderno incluem a Computação Vestível como os tecidos inteligentes, os relógios inteligentes (smartwatches) e as braceletes (pulseiras) inteligentes, e as televisões inteligentes. Com os computadores de escritório (desktops) a tornarem-se rapidamente parte de uma era passada e os computadores portáteis (laptop) a tornarem-se o método preferido de computação, as TIC continuam a insinuar-se e a alterar-se num mundo em constante mudança.
As tecnologias de informação e comunicação desempenham hoje um papel na facilitação do pluralismo acelerado nos novos movimentos sociais. A Internet, segundo Bruce Bimber, está a “acelerar o processo de formação e ação dos grupos temáticos” e cunhou o termo pluralismo acelerado para explicar este novo fenómeno. As TIC são ferramentas para “capacitar os líderes dos movimentos sociais e capacitar os ditadores”, promovendo eficazmente a mudança social. As TIC podem ser utilizadas para angariar apoio popular para uma causa, uma vez que a Internet permite o discurso político e intervenções diretas na política estatal, bem como para alterar a forma como as queixas da população são tratadas pelos governos. Além disso, as TIC num agregado familiar estão associadas à rejeição por parte de um dos membros do casal de justificações para a violência praticada pelo parceiro íntimo. De acordo com um estudo publicado em 2017, isto deve-se provavelmente ao facto de “o acesso às TIC expor as mulheres a diferentes modos de vida e a diferentes noções sobre o papel das mulheres na sociedade e no agregado familiar, especialmente em regiões culturalmente conservadoras onde as expectativas tradicionais de género contrastam com as alternativas observadas”.

## Na Saúde
- Telessaúde
  - Uma revisão científica concluiu que, em geral, os resultados desta utilização das TIC – que foram previstos já em 1925 – são ou podem ser tão bons como os cuidados presenciais, mantendo-se a utilização dos cuidados de saúde semelhantes.[40][41]
- Inteligência Artificial (IA) na saúde
- Utilização e desenvolvimento de software para mitigação da pandemia de COVID-19
- mHealth (mobile health) ou Saúde Móvel
- Sistemas de Suporte à Decisão (Decision Support System, DSS) clínica e Sistemas Especialistas (Expert System)
- Administração da Saúde e Sistema de Informação Hospitalar (Hospital Information System, HIS)
- Demais tecnologias de informação em saúde e de Informática Médica (Health Informatics)

## Nas outras Engenharias e Ciências Exatas
Para além da Engenharia Informática e da Ciência da Computação, as aplicações informáticas das TIC nas outras Engenharias e Ciências Exatas, bem como na Investigação e Desenvolvimento (Research and Development, I&D) e na academia incluem:
- Pesquisa na Internet (Internet Research)
- Métodos de Pesquisa em Linha (Online Research Methods, ORMs)
- Comunicação Científica e comunicação entre cientistas
- Bases (bancos) de dados académicos
- Metaciência aplicada

## Modelos de acesso informático
O estudioso Mark Warschauer define uma estrutura de "modelos de acesso" para analisar a acessibilidade das TIC. No segundo capítulo do seu livro, Tecnologia e Inclusão Social: Repensando a Exclusão Digital (Technology and Social Inclusion: Rethinking the Digital Divide), descreve três modelos de acesso às TIC: dispositivos, canais e literacia. Os dispositivos e as condutas são os descritores mais comuns para o acesso às TIC, mas são insuficientes para um acesso significativo às TIC sem um terceiro modelo de acesso, a literacia. Combinados, estes três modelos incorporam aproximadamente todos os doze critérios de "Acesso Real" ("Real Access") à utilização das TIC, conceptualizados por uma organização sem fins lucrativos chamada Bridges.org em 2005:
1. Acesso físico à tecnologia
2. Adequação da tecnologia
3. Acessibilidade da tecnologia e utilização da tecnologia
4. Capacidade humana e treino
5. Conteúdo, aplicações e serviços localmente relevantes
6. Integração nas rotinas diárias
7. Fatores socioculturais
8. Confie na tecnologia
9. Ambiente económico local
10. Ambiente macroeconómico
11. Quadro jurídico e regulamentar
12. Vontade política e apoio público

### Dispositivos informáticos
O modelo mais simples de acesso às TIC na teoria de Warschauer são os dispositivos. Neste modelo, o acesso é definido de forma mais simples como a propriedade de um dispositivo como um telefone ou um computador. Warschauer identifica muitas falhas neste modelo, incluindo a sua incapacidade de contabilizar custos adicionais de propriedade, tais como software, acesso às telecomunicações, lacunas de conhecimento em torno da utilização de computadores e o papel da regulamentação governamental em alguns países. Por conseguinte, Warschauer defende que considerar apenas os dispositivos subestima a magnitude da desigualdade digital. Por exemplo, o Pew Research Center observa que 96% dos norte-americanos (estadunidenses) possuem um smartphone, embora a maioria dos estudiosos desta área afirme que o acesso abrangente às TIC nos Estados Unidos é provavelmente muito inferior a este.

### Condutas de instalação (conduits) informáticas
Uma conduta de instalação (conduit) informática requer uma ligação a uma linha de abastecimento, que para as TIC pode ser uma linha telefónica ou uma linha de Internet. O acesso ao fornecimento requer o investimento em infraestruturas adequadas por parte de um operador de telefonia móvel ou do governo local e pagamentos recorrentes do utilizador assim que a linha estiver instalada. Por esta razão, as condutas de instalação dividem geralmente as pessoas com base nas suas localizações geográficas. Como relata um inquérito do Pew Research Center, os norte-americanos (estadunidenses) rurais têm 12% menos probabilidade de ter acesso à banda larga do que os norte-americanos (estadunidenses) urbanos, tornando-os menos propensos a possuir os dispositivos. Além disso, estes custos podem ser proibitivos para as famílias de baixos rendimentos que acedem às TIC. Estas dificuldades levaram a uma mudança para a tecnologia móvel de banda estreita. Cada vez menos pessoas estão a comprar ligações de banda larga e, em vez disso, dependem dos seus smartphones para aceder à Internet, que pode ser encontrada gratuitamente em locais públicos, como bibliotecas municipais. De facto, os smartphones estão a aumentar, com 37% dos americanos a utilizarem os smartphones como principal meio de acesso à Internet e 96% dos norte-americanos (estadunidenses) a possuírem um smartphone.

### Literacia informática

Jovens e adultos que aprenderam as competências informáticas das TIC, 2017

Em 1981, Sylvia Scribner e Michael Cole estudaram uma tribo na Libéria, o povo Vai, que tem a sua própria escrita local. Como cerca de metade dos alfabetizados em Vai nunca tiveram escolaridade formal, Scribner e Cole conseguiram testar mais de 1000 sujeitos para medir as capacidades mentais dos alfabetizados em relação aos não-alfabetizados. Esta investigação, que expuseram no seu livro The Psychology of Literacy, permitiu-lhes estudar se a divisão da literacia existe a nível individual. Warschauer aplicou a sua investigação sobre literacia à literacia em TIC como parte do seu modelo de acesso às TIC.
Scribner e Cole não encontraram benefícios cognitivos generalizáveis na literacia do povo Vai; em vez disso, as diferenças individuais nas tarefas cognitivas deveram-se a outros factores, como a escolaridade ou o ambiente de vida. Os resultados sugeriram que não existe "uma construção única de literacia que divida as pessoas em dois campos cognitivos; [...] pelo contrário, existem gradações e tipos de literacia, com uma série de benefícios intimamente relacionados com as funções específicas das práticas de literacia". Além disso, a literacia e o desenvolvimento social estão interligados, e a divisão da literacia não existe a nível individual.
Warschauer baseia-se na investigação de Scribner e Cole para defender que a literacia em TIC funciona de forma semelhante à aquisição de literacia, uma vez que ambas requerem recursos em vez de uma capacidade cognitiva limitada. As conclusões sobre a literacia servem de base para uma teoria da exclusão digital e do acesso às TIC, como se detalha abaixo:
Não existe apenas um tipo de acesso às TIC, mas sim vários tipos. O significado e o valor do acesso variam em contextos sociais específicos. O acesso existe em gradações e não numa oposição bipolar. A utilização do computador e da Internet não traz qualquer benefício automático fora das suas funções específicas. A utilização das TIC é uma prática social, que envolve o acesso a artefactos físicos, conteúdos, competências e suporte social. E a aquisição do acesso às TIC não é apenas uma questão de educação, mas também de poder.
Por conseguinte, Warschauer conclui que o acesso às TIC não pode depender apenas de dispositivos ou condutas; deve também envolver recursos físicos, digitais, humanos e sociais. Cada uma destas categorias de recursos tem relações iterativas com a utilização das TIC. Se as TIC forem bem utilizadas, podem promover estes recursos, mas se forem mal utilizadas, podem contribuir para um ciclo de subdesenvolvimento e exclusão.

## Impacto ambiental

### Progresso durante o século
No início do século XXI ocorreu um rápido desenvolvimento dos serviços TIC e dos dispositivos eletrónicos, em que os servidores de Internet se multiplicaram por um fator de 1000 a 395 milhões e continuam a aumentar. Este aumento pode ser explicado pela Lei de Moore, que afirma que o desenvolvimento das TIC aumenta todos os anos em 16-20%, pelo que duplicará em número a cada quatro ou cinco anos. A par deste desenvolvimento e dos elevados investimentos no aumento da procura de produtos com capacidade TIC, acompanhou-o um elevado impacto ambiental. O desenvolvimento de Software e Hardware, bem como a produção, provocaram já em 2008 a mesma quantidade de emissões de CO2 que as viagens aéreas globais.
Existem dois lados das TIC: as possibilidades ambientais positivas e o lado negro. Do lado positivo, os estudos demonstraram que, por exemplo, nos países da OCDE, uma redução de 0,235% no consumo de energia é causada por um aumento de 1% no capital das TIC. Por outro lado, quanto mais digitalização acontece, mais energia é consumida, o que significa que para os países da OCDE o aumento de 1% no número de utilizadores da Internet provoca um aumento de 0,026% no consumo de eletricidade per capita e para os países emergentes o impacto é mais de 4 vezes superior.
Atualmente, as previsões científicas mostram um aumento de até 30.700 TWh em 2030, o que é 20 vezes mais do que em 2010.

### Implicação
Para abordar as questões ambientais das TIC, a Comissão Europeia da UE planeia monitorizar e reportar adequadamente as emissões de GEE (gases de efeito de estufa) das diferentes plataformas de TIC, países e infraestruturas em geral. Além disso, é promovido o estabelecimento de normas internacionais para relatórios e conformidade para promover a transparência neste setor.
Além disso, os cientistas sugerem que se realizem mais investimentos em TIC para explorar o potencial das TIC para aliviar as emissões de CO2 em geral, e para implementar uma coordenação mais eficaz das políticas em matéria de TIC, de energia e de crescimento. Consequentemente, faz sentido aplicar o princípio do Teorema de Coase. Recomenda a realização de investimentos onde os custos marginais de evitar as emissões são mais baixos, portanto nos países em desenvolvimento com padrões e políticas tecnológicas comparativamente mais baixos que os países de alta tecnologia. Com estas medidas, as TIC podem reduzir os danos ambientais decorrentes do crescimento económico e do consumo de energia, facilitando a comunicação e as infra-estruturas.

### Na resolução de problemas
As TIC também poderiam ser utilizadas para abordar os problemas ambientais, incluindo as alterações climáticas, de várias formas, incluindo formas para além da educação informática.

## TIC no sistema educativo do Brasil
No Brasil, o ritmo acelerado das inovações tecnológicas, assimiladas tão rapidamente pelos alunos, exige que a educação também se renove, tornando o ensino mais criativo, estimulando o interesse pela aprendizagem, não enxergando a tecnologia apenas como um instrumento, mas como uma tecnologia social, capaz de gerar novos processos de aprendizagem, novas formas de encarar a assimilação de conhecimento e novas formas de estabelecer comunicações.
Entendendo a escola como um espaço de criação de cultura, esta deve incorporar os produtos culturais e as práticas sociais mais avançadas da sociedade em que nos encontramos. Espera-se, assim, da escola uma importante contribuição no sentido de ajudar as crianças e os jovens a viver em um ambiente cada vez mais “automatizado”, através do uso da eletrônica e das telecomunicações. O horizonte de uma criança, hoje em dia, ultrapassa claramente o limite físico da sua escola, da sua cidade ou do seu país, quer se trate do horizonte cultural, social, pessoal ou profissional.
Em uma sociedade tecnológica, o educador assume um papel fundamental como mediador das aprendizagens, sobretudo como modelo que é para os mais novos, adotando determinados comportamentos e atitudes em face das tecnologias. Por outro lado, perante os produtos tecnológicos, o educador deverá assumir-se com conhecimento e critério, analisando cuidadosamente os materiais que coloca à disposição das crianças.
Porém o Brasil precisa melhorar as competências do professor em utilizar as tecnologias de comunicação e informação na educação. A forma como o sistema educacional incorpora as TICs afeta diretamente a diminuição da exclusão digital existente no país. Diferentes autores tentaram identificar os tipos de uso das TIC pelos professores (Hsu, 2011). Barron e outros (2003) identificaram quatro tipos de uso das TIC na educação na sala de aula: o computador como instrumento de pesquisa para o aluno, como uma ferramenta para resolver problemas e decisões, como instrumento de produção (criar relatórios e empregos) e como recurso de comunicação. Por sua vez, Russell e outros (2003) identificaram seis categorias de uso de TIC pelos professores: uso das TIC para preparar as aulas, produzir materiais, para direcionar o aluno, para a educação é especial, para o uso de correio eletrônico, e para gravações e registros. Braak, Tondeur e Valcke (2004) identificaram dois tipos de estratégias ou padrões de uso das TIC nas escolas: o simples apoio aos processos de ensino e o uso efetivo desses recursos no desenvolvimento do ensino, considerando características como sua idade, sexo, competência digital, atitudes em relação às TIC e vontade de mudar e tendência inovadora.
Vários pontos devem ser levados em conta quando se procura responder a questão: Como as TICs podem ser utilizadas para acelerar o desenvolvimento em direção à meta de “educação a todos e ao longo da vida”? Como elas podem propiciar melhor equilíbrio entre ampla cobertura e excelência na educação? Como pode a educação preparar os indivíduos e a sociedade de forma que dominem as tecnologias que permeiam crescentemente todos os setores da vida e possam tirar proveito dela? Primeiro, as TICs são apenas uma parte de um contínuo desenvolvimento de tecnologias, a começar pelo giz e os livros, todos podendo apoiar e enriquecer a aprendizagem.
Segundo, as TICs, como qualquer ferramenta, devem ser usadas e adaptadas para servir a fins educacionais.
Terceiro, várias questões éticas e legais, como as vinculadas à propriedade do conhecimento, ao crescentemente tratamento da educação como uma mercadoria, à globalização da educação face à diversidade cultural, interferem no amplo uso das TICs na educação.
Na busca de soluções a essas questões, a UNESCO coopera com o governo brasileiro na promoção de ações de disseminação de TICs nas escolas com o objetivo de melhorar a qualidade do processo ensino-aprendizagem, entendendo que o letramento digital é uma decorrência natural da utilização frequente dessas tecnologias. O Ministério da Educação tem a meta de universalizar os laboratórios de informática em todas as escolas públicas até 2010, incluindo as rurais. A UNESCO também coopera com o programa TV escola, para explorar a convergência das mídias digitais na ampliação da interatividade dos conteúdos televisivos utilizados no ensino presencial e a distância.
A UNESCO no Brasil contou com a permanente parceria das cátedras UNESCO em Educação a Distância em várias universidades brasileiras, que utilizam as TICs para promover a democratização do acesso ao conhecimento no país.
Em 4 de agosto de 2009,a UNESCO no Brasil e seus parceiros lançaram no país o projeto internacional ”Padrões de Competência em TICs para Professores”, por meio das versões em português brochuras sobre a proposta do projeto. O projeto tem o objetivo de fortalecer diretrizes sobre como melhorar as capacidades dos professores nas práticas de ensino por meio das TICs. Autoridades, especialistas e tomadores de decisão analisam a viabilidade da implementação das diretrizes deste projeto adaptadas à realidade brasileira.
Para usar a tecnologia nas escolas, segundo Almeida e Prado, ela deve ser pautada em princípios que privilegiem a construção do conhecimento, o aprendizado significativo e interdisciplinar e humanista. Para tanto os professores precisam se apropriar dessas novas tecnologias e desenvolver estratégias para um ensino-aprendizagem mais eficaz, visando o educando e seu contexto social. O uso das TICs em sala de aula confere um aumento no potencial colaborativo do ensino, já que essa tecnologia pode oferecer novas possibilidades de mediação social, criando ambientes de aprendizagem colaborativa (comunidades) que facilitem os alunos a realizarem atividades conjuntamente, atividades integradas com o mundo real e com objetivos reais. As pesquisadoras Ana García-Valcárcel, Verónica Basilotta y Camino López apontam a necessidade de posicionar as tecnologias como uma ferramenta e não como um fim em si mesmos, sendo encaradas como ferramentas cujo objetivo fundamental é ajudar o aluno a aprender de uma maneira mais eficiente.
Dessa forma, seja nas escolas ou no ensino superior, o uso das TICs não deve ser feito de forma indiscriminada e sem intencionalidade, mas associado ao planejamento docente e às escolhas de metodologias a fim de promover a participação ativa dos sujeitos envolvidos pluralizando as posições, ideias, opiniões e ações para que se estabeleçam o ensino e a aprendizagem.

## Leituras adicionais
- Cantoni, L., & Danowski, J. A. (Eds.). (2015). Communication and Technology. Berlin: De Gruyter Mouton.
- Carnoy, Martin. "ICT in Education: Possibilities and Challenges." Universitat Oberta de Catalunya, 2005.
- "Good Practice in Information and Communication Technology for Education." Asian Development Bank, 2009.
- Grossman, G.; Helpman, E. (2005). «Outsourcing in a global economy». Review of Economic Studies. 72: 135–159. CiteSeerX 10.1.1.159.5158. doi:10.1111/0034-6527.00327
- Feridun, Mete; Karagiannis, Stelios (2009). «Growth Effects of Information and Communication Technologies: Empirical Evidence from the Enlarged EU». Transformations in Business and Economics. 8 (2): 86–99
- Oliver, Ron. "The Role of ICT in Higher Education for the 21st Century: ICT as a Change Agent for Education." University, Perth, Western Australia, 2002.
- Walter Ong, Orality and Literacy: The Technologizing of the Word (London, UK: Routledge, 1988), in particular Chapter 4
- Measuring the Information Society: The ICT Development Index (PDF). [S.l.]: International Telecommunication Union. 2013. p. 254
- Measuring the Information Society Report: 2014. International Telecommunication Union.